# Corynebacterium glutamicum
Corynebacterium glutamicum は、アミノ酸のグルタミン酸とリジンの工業生産に利用されているグラム陽性菌である。コリネ菌、グルタミン酸生産菌とも呼ばれる。もともとはL-グルタミン酸を分泌する生物のスクリーニングで発見されたが、他の様々なアミノ酸やアミノ酸誘導体を産生する変異体も発見されている。
産業上の重要性から、C. glutamicumの複数のクローンが業界および学術グループによってシークエンシングされている。さらに、C. glutamicum ATCC 13032株のRNAシーケンスによって小分子RNAデータが得られている。この菌株の代謝は再構築されており、ゲノムスケールの代謝モデルの形で利用可能である。